# The Music Explosion
The Music Explosion fue una banda estadounidense de garage rock originaria de Mansfield, Ohio, vigente entre 1966 y 1969.  La banda es mejor conocidos por su éxito de 1967, "Little Bit O' Soul". Son considerados un "one-hit wonder".

## Historia
La banda fue descubierta en 1966 por los productores Jerry Kasenetz y Jeff Katz, con quienes firmaron un contrato discográfico con Laurie Records.
El quinteto es más conocido por la versión del grupo británico The Little arlings de 1967, N º 2 en el Hot 100 de Billboard, "Little Bit O' Soul", que recibió el estatus de disco de oro por la RIAA. Fue escrita por John Carter y Ken Lewis, quienes habían escrito previamente grandes éxitos de The Ivy League  y los  Herman's Hermits. La canción (Laurie Registros N º 3380, posteriormente reeditado en Buddah Records) fue el único hit top 40 de la banda.
La producción realizada por Kasenetz, Katz y Elliot Chiprut allanó el camino para bandas de bubblegum pop, como Ohio Express y 1910 Fruitgum Company. 
"Little Bit O' Soul" fue posteriormente versionada por varias bandas como The Ramones, Dodging Susan y 2 Live Crew, quienes hicieron un muestreeo de la melodía. Por su parte, el lado B "I See The Light" (con un puente de guitarra surf) fue versionada  por The Fourth Amendment y tuvo un resurgimiento en algunas estaciones del Medio Oeste cuatro años después.
A pesar de su corta vida, The Music Explosion tuvo una formación bastante inconsistente, con el cantante "Jamie" Lyons y el baterista Robert Avery como los únicos miembros permanentes. Al cabo de sólo tres años, con un único álbum de estudio y una decena de sencillos publicados, las ventas nunca fueron las esperadas, por lo que cada uno decidió seguir su camino en 1969, sin que lograran mayor suceso en sus carreras posteriores.
Lyons, quien aparece un tanto desafiante sobre las fundas y portadas de discos, también grabó varios sencillos en solitario con el sello Laurie, mientras siguió grabando con el grupo. Su primer sencillo, "Soul Struttin'", se convirtió en un éxito local en varias regiones del noreste de Estados Unidos. 
Lyons murió a las 57 años de un ataque al corazón, en su casa en Little River, Carolina del Sur,  el 25 de septiembre de 2006.

## Miembros
- James "Jamie" Lyons † (cantante, percusión)
- Donald "Tudor" Atkins (guitarra)
- Richard Nesta (guitarra)
- Burton Stahl (bajo) y más tarde Ronald Bretone
- Robert Avery (batería)

Más tarde
- Kenny McChesney (guitarra / teclados)
- Dane Donohue  (guitarra)
- Dale Powers  (guitarra)

## Discografía con máxima posición en Billboard

### Sencillos
- "The Little Black Egg" / "Stay By My Side"—Attack 1404—1966
- "Little Bit O' Soul" (#2) / "I See The Light"—Laurie 3380—5/67
- "Sunshine Games" (#63) / "Can't Stop Now"—Laurie 3400—9/67
- "We Gotta Go Home" (#103) / "Hearts and Flowers"—Laurie 3414—10/67
- "Soul Struttin'" / "Flowers To Sunshine"—Laurie 3422—1968

Jamie Lyons solo single
- "Gonna Have A Good Time" / "Heart Full O'Soul II"—Laurie 3427—1968

Jamie Lyons solo single, shown as by "Jamie Lyons Group"
- "What You Want" (#119) / "Road Runner"—Laurie 3429—2/68

Same exact B-side recording was renamed "Make Love Not War" and issued as the B-side of Ohio Express single Buddah 129
- "Where Are We Going" / "Flash"—Laurie 3440—1968

B-side is an instrumental recorded backwards
- "Yes Sir" (#120) / "Dazzling"—Laurie 3454—7/68
- "Stoney" / "Rhapsody In F Major"—Laurie 3465—1968

Jamie Lyons solo single, shown as by "Jamie Lyons Group"
- "Jack In The Box" / "Rewind"—Laurie 3466—1968
- "What's Your Name" / "Call Me Anything"—Laurie 3479—1969

B-side is the A-side recorded backwards
- "The Little Black Egg" / "Stay By My Side"—Laurie 3500—1969

### Álbumes
- Little Bit O'Soul (#178) -- Laurie SLLP-2040—8/67

"Let Yourself Go" / "Everybody" / "Light Of Love" / "What Did I Do To Deserve Such A Fate" / "Good Time Feeling" / "One Potato Two" / "Little Bit O' Soul" / "Can't Stop Now" / "Patches Dawn" / "(Hey) La, La, La" / "Love, Love, Love, Love, Love" / "96 Tears"
"Love, Love, Love, Love, Love" is identical to a recording of the same name by Terry Knight and the Pack (released on the Lucky Eleven label), but has a re-recorded vocal track.

### Compilaciones
- Little Bit O' Soul—The Best Of The Music Explosion—Sundazed—2002

"Little Bit O'Soul" / "I See The Light" / "Everybody" / "Love, Love, Love, Love, Love" / "Good Time Feeling" / "96 Tears" / "Can't Stop Now" / "Let Yourself Go" / "Patches Dawn" / "One Potato Two" / "What Did I Do To Deserve Such A Fate" / "(Hey) La, La, La" / "Little Black Egg" / "Stay By My Side" / "Sunshine Games" / "We Gotta Go Home" / "Hearts And Flowers" / "What You Want (Baby I Want You)" / "Road Runner" / "Where Are We Going" / "Yes Sir" / "Dazzling" / "Jack In The Box" / "What's Your Name"